# This Is Who We Are (album)
This Is Who We Are is het vijfde studioalbum van DI-RECT uit 2010. Het is het eerste album met zanger Marcel Veenendaal, die na een afvalrace in het BNN televisieprogramma Wie is Di-rect? was gekozen tot nieuwe zanger. Ook werd toetsenist Vince van Reeken aan de bezetting toegevoegd. Van het album zijn vier singles uitgebracht.

## Nummers
| 1.                 | Times are changing     | 3:26  |
| 2.                 | Natural High           | 3:34  |
| 3.                 | Forgiveness            | 5:55  |
| 4.                 | This Is Who We Are     | 3:33  |
| 5.                 | Hold On                | 4:12  |
| 6.                 | Flies Ants & Elephants | 5:13  |
| 7.                 | Walk With Me           | 7:07  |
| 8.                 | Just A Face            | 3:27  |
| 9.                 | All That We Ever Had   | 3:27  |
| 10.                | Veni Vidi Vici         | 3:49  |
| 11.                | Mr. Man                | 4:01  |
| 12.                | When You're Lost       | 12:17 |
| Totale duur: 59:53 |                        |       |

## Bezetting
- Marcel Veenendaal - zang
- Frans van Zoest - gitaar
- Vince van Reeken - toetsen
- Bas van Wageningen - basgitaar
- Jamie Westland - drums

## Productie
- Producer - James Lewis